# Оборона Роркс-Дрифт (картина)
«Оборона Роркс-Дрифт» (англ. The Defence of Rorke's Drift) — картина британской художницы-баталистки Элизабет Томпсон, написанная в 1880 году, которая изображает сражение у Роркс-Дрифт, прошедшее в 1879 году. Находится в Королевской коллекции в Великобритании.

## Сюжет и описание
Картина «Оборона Роркс-Дрифт», написанная Элизабет Томпсон (леди Батлер) в 1880 году изображает сражение у Роркс-Дрифт, прошедшее в 1879 году в ходе англо-зулусской войны 1877–1879 годов.
Битва у Роркс-Дрифт вызвала волну патриотической лихорадки в Соединённом Королевстве. Выжившие участники, особенно офицеры, были отмечены по возвращении в октябре 1879 года, когда они отправились в Виндзорский замок, чтобы встретиться с королевой Викторией, а затем позировали Элизабет Томпсон в Портсмуте, где был расквартирован полк. Здесь они рассказали художнице свои свидетельства очевидцев и представили для неё битву, «одетые в форму, которую они носили той ужасной ночью… в результате я воспроизвела это событие как можно ближе к жизни». Леди Батлер написала, что ей «удалось показать в этой битве всех орденоносцев VC и других заметных участников драмы». Картина, завершённая в 1880 году, находится в Королевской коллекции.
Среди изображенных лейтенанты Джон Роуз Мэрриотт Чард VC (в светлых штанах) и Гонвилль Бромхэд VC (в центре), командующие сражением, на среднем расстоянии позади них выделяющийся своей рыжей бородой св. отец Джордж Смит протягивает боеприпасы из своей шляпы. Рядовой Фредерик Хитч VC (справа, стоит) также показан раздающим боеприпасы, в то время как хирург Джеймс Генри Рейнольдс VC и комендант Бирн ухаживают за раненым капралом Скаммелом (Рейнольдс стоит на коленях; Бирн показан падающим после выстрела). Капрал Кристиан Фердинанд Щейс VC, возможно, изображён на заднем плане в центре баррикады слева от Чарда и Бромхеда в униформе натального соединения.

## История
Картина была выставлена в Королевской академии художеств в 1880 году и приобретена для Королевской коллекции.
Сражение и его участники стали особенно известны после выхода в 1964 году фильма «Зулусы». В 2013 году рядовой Дэвид Дженкинс (внизу слева на картине) был подтверждён как участвующий в битве из наброска леди Батлер, сделанного в Портсмуте среди других выживших; его имя впоследствии было добавлено в список тех, кто сражался в Роркс-Дрифте.